# Liste der Monuments historiques in Gerbépal
Die Liste der Monuments historiques in Gerbépal führt die Monuments historiques in der französischen Gemeinde Gerbépal auf.

## Liste der Immobilien
| Bezeichnung      | Beschreibung | Standort         | Kennzeichnung | Schutzstatus | Datum | Bild           |
| ---------------- | ------------ | ---------------- | ------------- | ------------ | ----- | -------------- |
| Kapelle Ste-Anne | 1602 erbaut  | Martimpré (Lage) | PA00107329    | Inscrit      | 1990  | weitere Bilder |